# Дачная (приток Красненькой)
Да́чная — река на юго-западе Санкт-Петербурга.

## История
До XVIII века брала свой исток в болотистой местности севернее Волхонского шоссе и Койровских деревень. Строительство Лиговского канала перерезало русло реки. Изначально была известна под именем Попов ручей или Поповка, в XX веке получила название по местности Дачное.
В 1960-х годах в ходе массового жилищного строительства засыпан нижний участок русла к северу от Ленинского проспекта. Верховья реки Дачная канализованы и используются в мелиоративных целях.

## Географические сведения
От реки сохранилась система вытянутых благоустроенных прудов, соединённых протоками, расположенных в жилых кварталах между улицей Лёни Голикова и Танкиста Хрустицкого, а также к северу от проспекта Ветеранов

## Фотографии

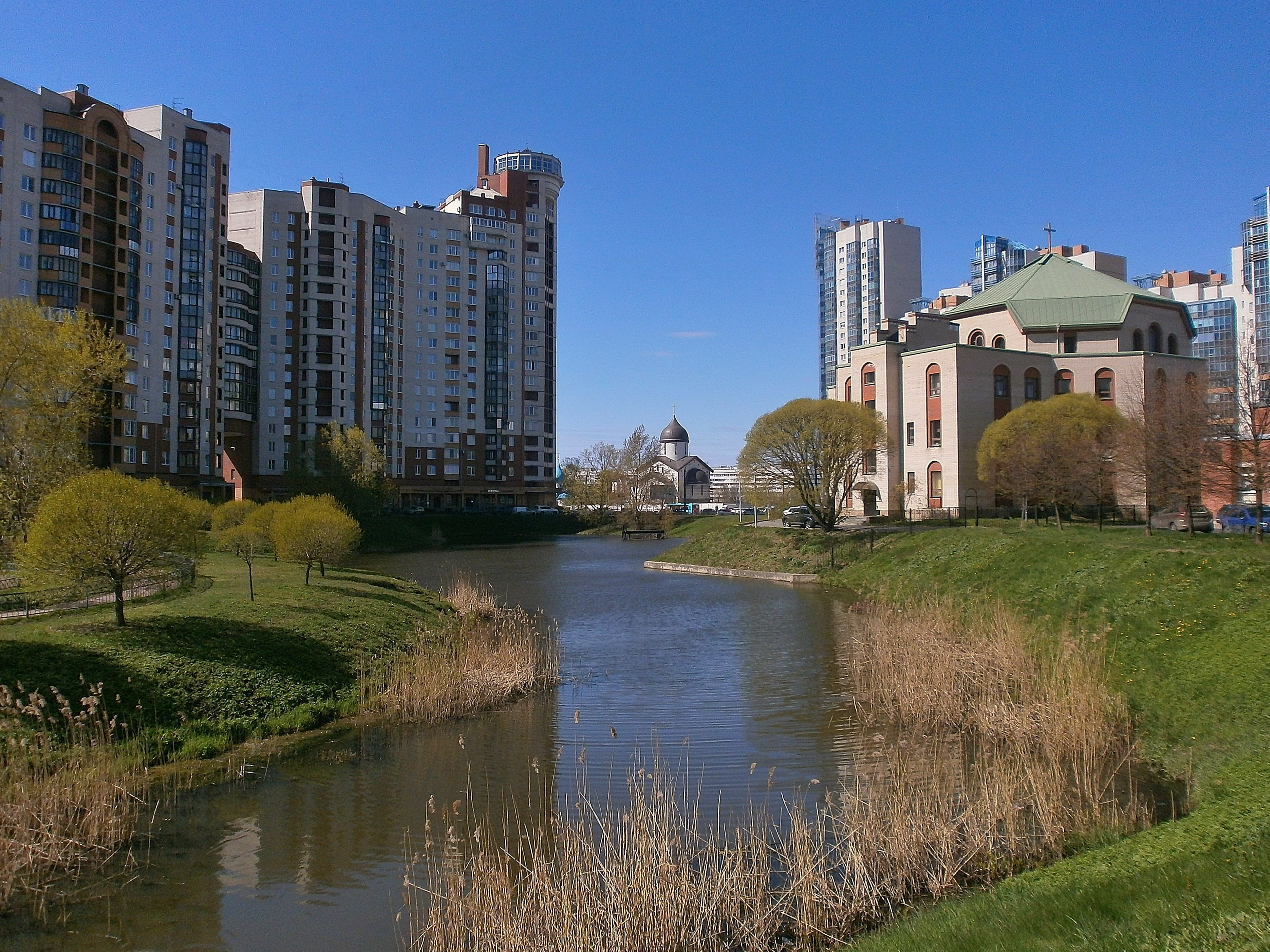
Речка Дачная недалеко от Ленинского проспекта
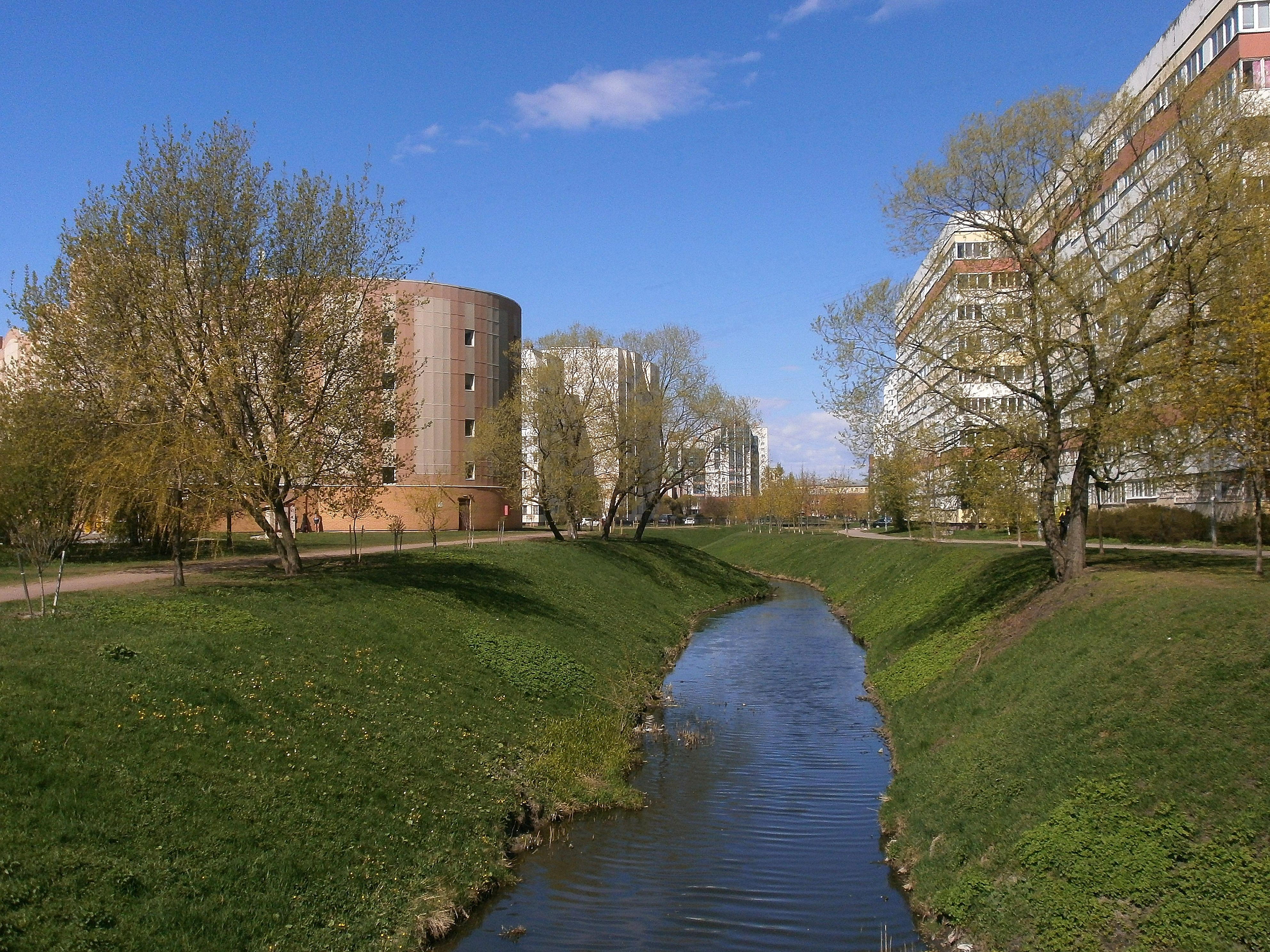
Речка Дачная рядом с Дачным проспектом
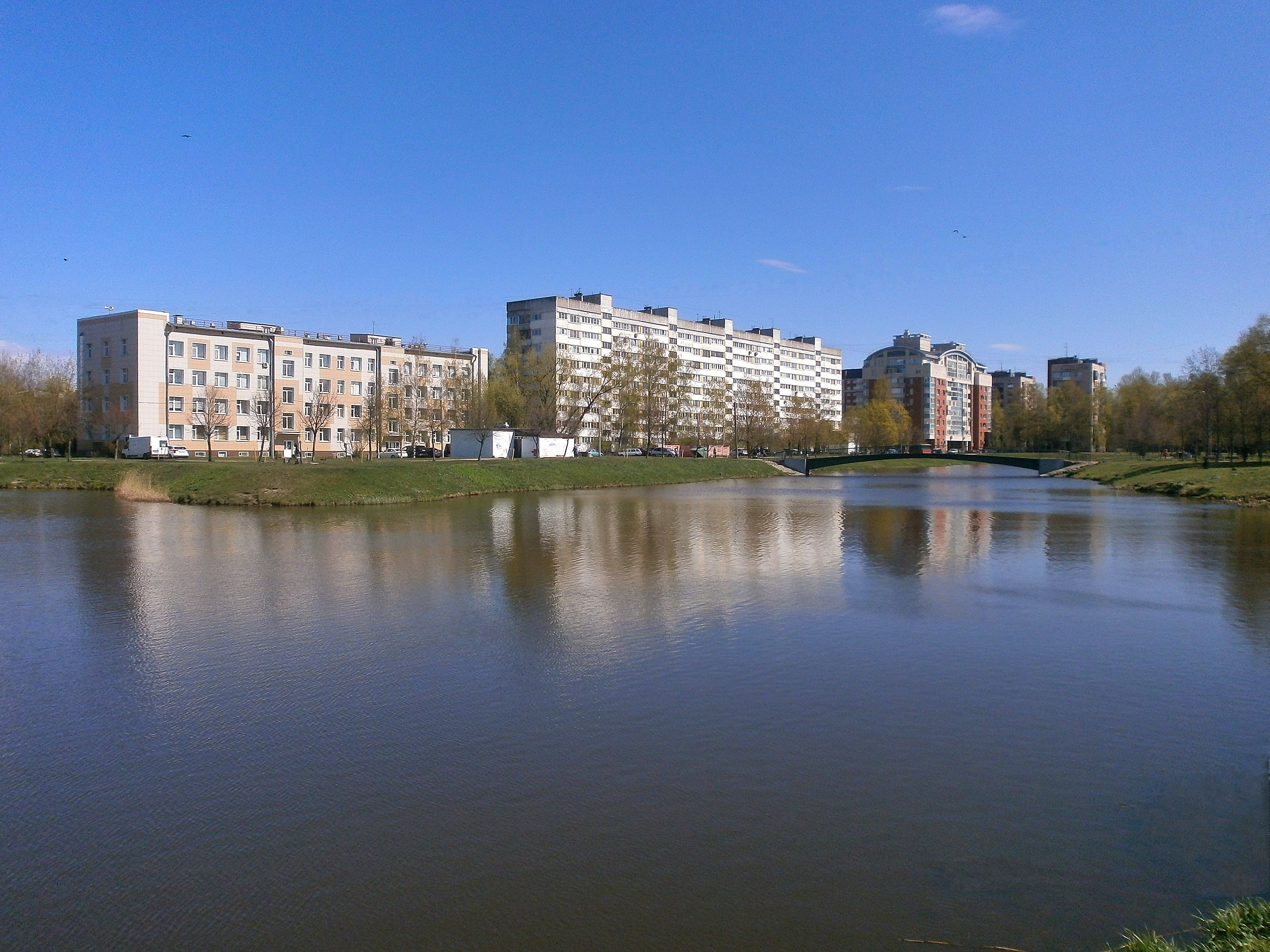
Разлив Дачной возле улицы Танкиста Хрустицкого
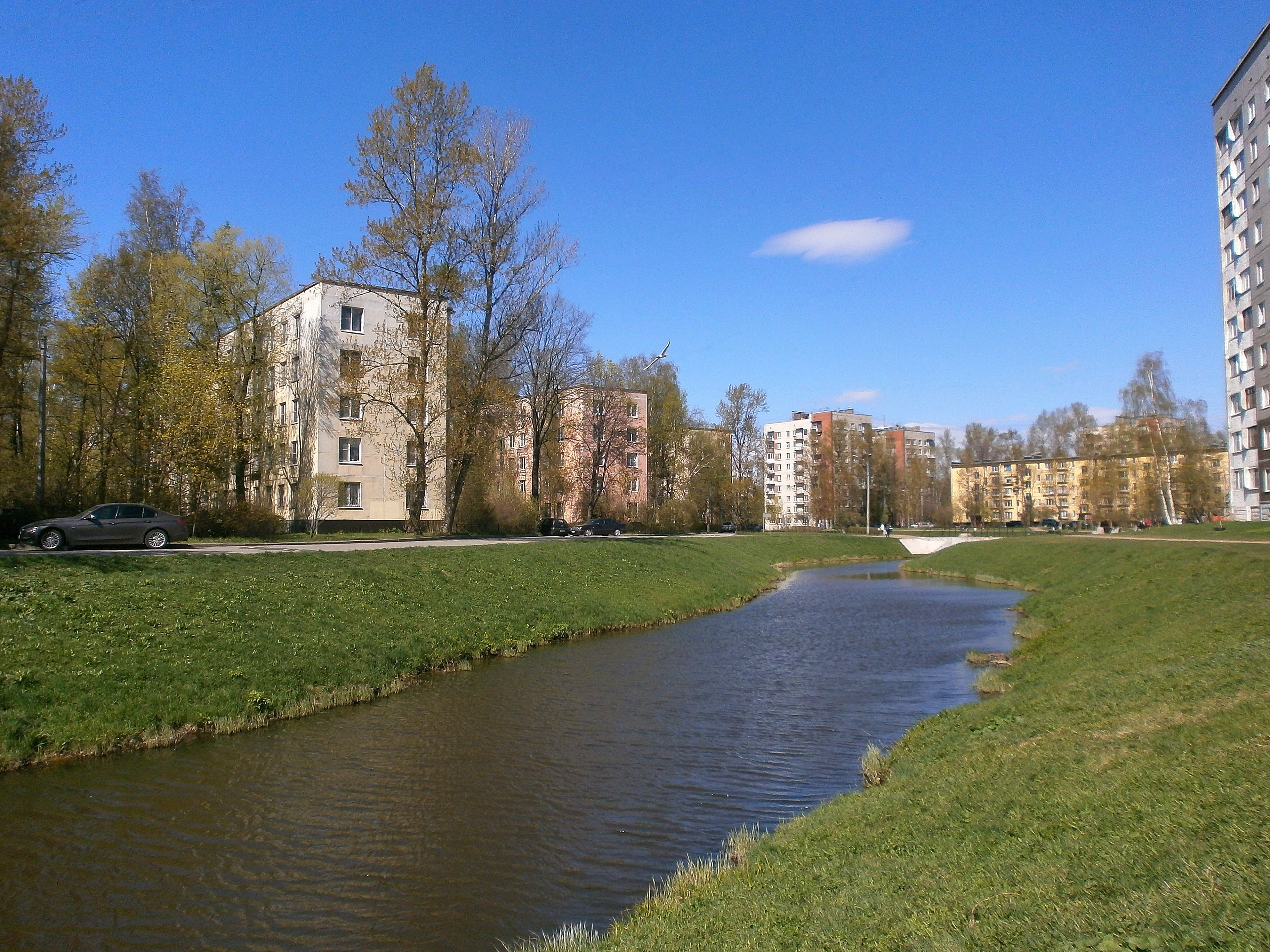
Речка Дачная в районе ул.Лёни Голикова